# St. Petersburg Ladies Trophy 2020
Il St. Petersburg Ladies Trophy 2020 è stato un torneo femminile di tennis giocato su cemento indoor. È stata l'11ª edizione del St. Petersburg Ladies Trophy, la seconda della categoria Premier nell'ambito del WTA Tour 2020. Il torneo si è giocato alla Sibur Arena di San Pietroburgo dal 10 al 16 febbraio 2020.

## Partecipanti

### Teste di serie
| Nazionalità | Giocatrice          | Ranking* | Testa di serie |
| ----------- | ------------------- | -------- | -------------- |
| Svizzera    | Belinda Bencic      | 5        | 1              |
| Paesi Bassi | Kiki Bertens        | 8        | 2              |
| Rep. Ceca   | Petra Kvitová       | 11       | 3              |
| Regno Unito | Johanna Konta       | 14       | 4              |
| Rep. Ceca   | Markéta Vondroušová | 17       | 5              |
| Grecia      | Maria Sakkarī       | 21       | 6              |
| Croazia     | Donna Vekić         | 23       | 7              |
| Kazakistan  | Elena Rybakina      | 25       | 8              |

* Ranking al 3 febbraio 2020.

### Altre partecipanti
Le seguenti giocatrici hanno ricevuto una wild card per il tabellone principale:
- Belinda Bencic
- Dar'ja Kasatkina
- Johanna Konta
- Svetlana Kuznecova

Le seguenti giocatrici sono passate dalle qualificazioni:

- Kristie Ahn
- Alizé Cornet
- Vitalija D'jačenko
- Océane Dodin
- Anastasija Potapova
- Ljudmila Samsonova

La seguente giocatrice è entrata in tabellone come lucky loser:
- Fiona Ferro

### Ritiri
Prima del torneo
- Danielle Collins → sostituita da  Kateřina Siniaková
- Anett Kontaveit → sostituita da  Viktória Kužmová
- Rebecca Peterson → sostituita da  Jennifer Brady
- Anastasija Sevastova → sostituita da  Fiona Ferro

Durante il torneo
- Petra Kvitová

## Punti
| Evento    | V   | F   | SF  | QF  | 2T   | 1T | Q    | Q2   | Q1   |
| Singolare | 470 | 305 | 185 | 100 | 55   | 1  | 25   | 13   | 1    |
| Doppio    | 470 | 305 | 185 | 100 | N.D. | 1  | N.D. | N.D. | N.D. |

## Montepremi
| Evento    | V        | F       | SF      | QF      | 2T      | 1T1    | Q    | Q2     | Q1     |
| Singolare | $146,500 | $78,160 | $41,680 | $22,410 | $12,000 | $7,610 | N.D. | $3,720 | $1,850 |
| Doppio*   | $46,000  | $24,200 | $13,200 | $6,800  | N.D.    | $3,700 | N.D. | N.D.   | N.D.   |

1Il premio del qualificato equivale al premio del primo turno.

*per team

## Campionesse

### Singolare
- Kiki Bertens ha battuto in finale  Elena Rybakina con il punteggio di 6-1, 6-3.

È il decimo titolo in carriera per Bertens, il primo della stagione.

### Doppio
- Shūko Aoyama /  Ena Shibahara hanno battuto in finale  Kaitlyn Christian /  Alexa Guarachi con il punteggio di 4-6, 6-0, [10-3].